# Revaz Gogelia
Revaz Gogelia (Georgisch: რევაზ გოგელია; Russisch: Реваз Гогелия) (Batoemi, 17 maart 1932 - Tbilisi, 20 november 1999) is een voormalig basketbalspeler en coach.

## Carrière
Gogelia begon zijn loopbaan bij Dinamo Tbilisi in 1955. Met Dinamo werd hij twee keer tweede om het landskampioenschap van de Sovjet-Unie in 1960 en 1961. In Europa won Lezjava de grootste prijs in 1962. Met Dinamo won hij de FIBA European Champions Cup door in de finale te winnen van Real Madrid uit Spanje met 90-83. In 1964 verhuisde hij naar Sinatlis Tbilisi om daar als speler/coach te werken.

## Erelijst
- Landskampioen Sovjet-Unie:
  - Tweede: 1960, 1961
- FIBA European Champions Cup: 1
  - Winnaar: 1962
  - Runner-up: 1960